# Tylecodon suffultus
Tylecodon suffultus är en fetbladsväxtart som beskrevs av Peter Vincent Bruyns, H.Tölken. Tylecodon suffultus ingår i släktet Tylecodon och familjen fetbladsväxter. Inga underarter finns listade i Catalogue of Life.